# Apachentanz
Apachentanz je německý němý film z roku 1906. Režisérem je Albert Kutzner. Film trvá asi 3 minuty.

## Děj
Film zachycuje členy pařížského podsvětí, kteří si říkali Apačové, jak předvádí „apačský tanec“.